# Le Pont-de-Claix
Le Pont-de-Claix è un comune francese di 11 533 abitanti situato nel dipartimento dell'Isère della regione dell'Alvernia-Rodano-Alpi.

## Società

### Evoluzione demografica
Abitanti censiti